# Gagea sulfurea
Gagea sulfurea är en liljeväxtart som beskrevs av Pavel Ivanovich Misczenko. Gagea sulfurea ingår i Vårlökssläktet och i familjen liljeväxter. Inga underarter finns listade.